# Hugoburg
Die Hugoburg ist eine abgegangene, spätmittelalterliche Niederungsburg der Herren von Dincklage am östlichen Ortsrand von Dinklage im niedersächsischen Landkreis Vechta.

## Geschichte
Die erste Burg in Dinklage war die ca. 500 m östlich der Hugoburg gelegene Ferdinandsburg. Sie wurde 1374 vom Fürstbischof des Bistums Münster geschleift. 1394 belehnte der Fürstbischof die vier noch lebenden Söhne des Friedrich von Dinklage mit Besitzungen, die Ferdinandsburg durfte aber nicht wieder aufgebaut werden. Wahrscheinlich ließ Johann von Dinklage darauf unmittelbar nördlich der Dietrichsburg die Hugoburg bauen. Sie erhielt ihren Namen nach Johanns Sohn Hugo, der 1403 dem Bischof von Münster versprechen musste, seine Burg nicht weiter zu befestigen. Hugo Arnold von Dinklage verkaufte die Burg zusammen mit der Herbordsburg 1667 an die Freiherren von Galen. Sie fand danach als Lagerhaus, Gerichts- und Gefängnisgebäude genutzt. Schon 1670 wurde sie abgebrochen, auf dem Burgplatz steht heute die gräfliche Burgkapelle St. Augustinus. Bei deren Bau in den 1840er Jahren sind die Fundamente der Burg entdeckt worden.